# Stora Björktjärnen (Folkärna socken, Dalarna)
Stora Björktjärnen är en sjö i Avesta kommun i Dalarna och ingår i Norrströms huvudavrinningsområde.